# Chaos;Child (anime)
Chaos;Child (カオスチャイルド Kaosu Chairudo?), estilizado como ChäoS;Child, es un anime que se emitió entre el 11 de enero y el 29 de marzo de 2017, basado en el videojuego de 5pb. del mismo nombre. Es dirigido por Masato Jinbo en Silver Link, con música de Takeshi Abo y Onoken, y con los miembros del elenco principal retomando sus roles del videojuego.

## Personajes
Takuru Miyashiro
Seiyū: Yoshitsugu Matsuoka
Serika Onoe
Seiyū: Sumire Uesaka
Nono Kurusu
Seiyū: Sarah Emi Bridcutt
Hinae Arimura
Seiyū: Suzuko Mimori
Hana Kazuki
Seiyū: Sayaka Nakaya
Uki Yamazoe
Seiyū: Inori Minase
Mio Kunosato
Seiyū: Asami Sanada
Shinji Itō
Seiyū: Yuuki Fujiwara
Masashi Kawahara
Seiyū: Atsushi Abe
Yui Tachibana
Seiyū: Yumi Hara
Jin Tachibana
Seiyū: Kokoro Kikuchi
Takeshi Shinjō
Seiyū: Takuya Kirimoto
Katsuko Momose
Seiyū: Kujira
Hisashi Sakuma
Seiyū: Tomoyuki Shimura
Shūichi Wakui
Seiyū: Masayuki Katou

## Anime
Chaos;Child es una adaptación del videojuego del mismo nombre, y es producido por el estudio de animación Silver Link. Es dirigido por Masato Jinbo, quien también está a cargo de la composición de la serie, mientras Kazuyuki Yamayoshi es el director en jefe de animación y maneja la adaptación de los diseños de los personajes del juego a un medio animado. La música es compuesta por Takeshi Abo y Onoken; el último también compuso la música para el juego de Chaos;Child. El opening es "Uncontrollable" interpretado por Kanako Itō, mientras en el ending es "Chaos Syndrome" interpretado por Konomi Suzuki. Los miembros del elenco principal del juego Chaos;Child retoman sus roles para el anime, y son acompañados de nuevos actores para los otros personajes.
La serie fue anunciada en marzo de 2015, y se emitió entre el 11 de enero y el 29 de marzo de 2017. Para coincidir con esto y el videojuego spin-off Chaos;Child Love Chu Chu!!, el videojuego de Chaos;Child está planeado para recibir una republicación de alto presupuesto en marzo de 2017. Los sencillos para los temas de apertura y cierre serán publicados el 25 de enero y el 22 de febrero de 2017 respectivamente.

### Lista de episodios
| Núm. | Título | Fecha de emisión                    |
| ---- | --- | ----------------------------------- |
| 0    | "Chaos;Head" (CHAOS;HEAD)                                                                                              | 11 de enero de 2017                 |
| 1    | "Inteligencia de información persigue el incidente" "Jōhō Tsuwamono wa Jiken o ou" (情報強者は事件を追う)              | 11 de enero de 2017                 |
| 2    | "El incidente los romperá" "Jiken ga Karera o Usobuku" (事件が彼らを嘯く)                                              | 18 de enero de 2017                 |
| 3    | "La historia de la historia de su festival" "Karera no Matsuri no Ohanashi no Ibun" (彼らの祭りのお話の言い分)         | 25 de enero de 2017                 |
| 4    | "Sus palabras" "Kanojo no Kotoba" (彼女の言葉)                                                                         | 1 de febrero de 2017                |
| 5    | "La población ridícula se acerca" "Mōsō no Jūnin ga Sawagi Semaru" (妄想の住人が騒ぎ迫る)                              | 8 de febrero de 2017                |
| 6    | "Su resistencia" "Karera no Teikō" (彼らの抵抗)                                                                        | 15 de febrero de 2017               |
| 7    | | 22 de febrero de 2017               |
| 8    | "Confundir los sentimientos de luz y sombra" "Sakusō suru Hikatokage ni Madou Omoi wa" (錯綜する光と影に惑う思いは)    | 1 de marzo de 2017                  |
| 9    | "Un lugar donde llega la intención de intriga" "Sakusō Suru Omowaku no Ikitsuku Tokoro" (錯綜する思惑の行き着くところ) | 8 de marzo de 2017                  |
| 10   | "Memorias del pasado" "Semari Kuru Kako no Kioku" (迫りくる過去の記憶)                                                 | 15 de marzo de 2017                 |
| 11   | "La batalla de él" "Kare no Tatakai" (彼の戦い)                                                                        | 22 de marzo de 2017                 |
| 12   | "La especulación de ella" "Kanojo no Omowaku" (彼女の思惑)                                                             | 29 de marzo de 2017                 |
| 13   | "SILENT SKY" | 17-30 de junio de 2017 (en teatros) |